# Gregor McGregor
Pour les articles homonymes, voir McGregor.
Ne doit pas être confondu avec Gregor MacGregor.
Gregor McGregor, né le 18 octobre 1848 à Kilmun dans la région de l'Argyll en Écosse et mort le 13 août 1914 à Unley en Australie-Méridionale, est un homme politique et syndicaliste australien, membre du premier gouvernement travailliste qu'ait connue l'Australie.

## Biographie
Dans sa jeunesse il travaille comme ouvrier rural itinérant en Angleterre, puis comme ouvrier sur les chantiers navals de Glasgow de 1869 à 1876. Il y participe avec succès à des revendications sociales pour une réduction des horaires de travail. En 1877 il émigre en Australie-Méridionale et y travaille comme ouvrier rural itinérant. L'année suivante, un accident du travail endommage ses yeux et affecte sévèrement sa vue. Il perd progressivement la vue, et est presque totalement aveugle à partir de 1895 environ. En 1880 il épouse Julia Anna Steggall, qui décède cette même année. En 1882 il épouse en secondes noces une veuve, Sarah Ann Brock. Le couple n'aura pas d'enfant, mais Sarah a un fils de son premier mariage,.
Malgré son handicap, il parvient à travailler comme tailleur de pierre lors de la seconde moitié des années 1880, période de crise économique, puis comme ouvrier sur les chantiers de chemins de fer et du bâtiment dans les années 1890. Il devient dirigeant du syndicat des ouvriers du bâtiment. À ce titre, il est l'un des fondateurs du mouvement politique syndical et ouvrier, le mouvement travailliste. En mai 1894, il est élu député au Conseil législatif d'Australie-Méridionale. En 1901, à la suite de l'unification fédérale de l'Australie, il est élu sénateur fédéral, pour le Parti travailliste, et prend la tête du groupe travailliste au Sénat. Il restera président du groupe travailliste du Sénat jusqu'à sa mort,.
Le 27 avril 1904, le chef du Parti travailliste, Chris Watson, parvient brièvement à constituer le premier gouvernement travailliste du pays, et du monde. McGregor y siège comme vice-Président du Conseil exécutif fédéral. Le gouvernement Watson est destitué par le Parlement le 18 août, n'y disposant pas d'une majorité stable, mais McGregor retrouve ses fonctions exécutives dans les deux gouvernements travaillistes avant-guerre d'Andrew Fisher (novembre 1908-juin 1909, puis avril 1910-juin 1913).
Durant sa carrière politique, il défend le protectionnisme, au nom des intérêts des travailleurs. Il soutient avec ferveur la politique emblématique de conciliation et d'arbitrage mise en œuvre à partir de 1904, et qui permet aux travailleurs de faire valoir leurs droits devant un tribunal d'arbitrage sans avoir recours aux grèves. Pointant la pauvreté de nombreux travailleurs, il appelle à une augmentation générale des salaires. Il dénonce le recours à des travailleurs mélanésiens exploités sur les plantations sucrières du Queensland. Estimant également que les immigrés chinois constituent une concurrence déloyale envers les ouvriers blancs, il soutient la politique de l'« Australie blanche », adoptée par l'ensemble des partis politiques en 1901. Il soutient par ailleurs le droit de vote pour les femmes, adopté au niveau fédéral en 1902. Sur le plan international, il condamne et tourne en dérision la seconde guerre des Boers, et s'oppose à la participation australienne au conflit,.
Membre de l'Église d'Écosse (presbytérienne), il s'oppose à l'institutionalisation de prières au Parlement, et estime que la religion contribue à pacifier à tort la classe ouvrière, et à l'asservir. Il s'oppose par ailleurs au faste et aux cérémoniels de la vie politique, moquant les rituels parlementaires hérités du modèle britannique. Fervent démocrate, il critique la nomination d'aristocrates britanniques au poste de gouverneur général d'Australie. Doté d'une prodigieuse mémoire, qu'il a développée notamment pour compenser la perte de sa vue, il est capable de mobiliser et d'asséner des quantités impressionnantes de faits et de chiffres lors de débats parlementaires, faisant de lui un adversaire redouté. Il adopte au Sénat une posture sévère et acerbe, s'exprimant avec brutalité voire avec vulgarité, contrastant avec sa personnalité aimable en dehors de l'arène politique,.
Il meurt d'un arrêt cardiaque à son domicile le 13 août 1914, s'étant mis depuis peu en retrait de la politique pour raisons de santé. Il reçoit des funérailles d'État.